# Mestna utrdba Breže
Mestne utrdbe v Brežah, mesta na severnem Koroškem, so znane po nedotaknjenem mestnem obzidju in po še vedno nezasutem vodnem jarku.

## Zgodovina
Prvi obroč obzidja je bil zgrajen okoli leta 1200, vendar ga je bilo zaradi njegove obsežnosti težko braniti. Mesto Breže je bilo osvojeno trikrat v letih 1275, 1289 in 1292. Še v 13. stoletju je padla odločitev za izgradnjo novega, manjšega krožnega obzidja. Šentviška in Novotrška mestna vrata so bila porušena v okviru širitve ceste leta 1845, Jelšinska vrata (Olsator - čez rečico Olsa) pa leta 1873, potem ko je bila istega leta zgrajena železniška postaja.

## Prvo krožno obzidje
Prvi obroč obzidja je vključeval dominikanski samostan in predmestje Novega trga. Začela se je pri gradu Petersbergu v smeri Virgilijske gore in je potekala do sto metrov vzhodno in severno od današnjega mestnega obzidja. Na območju cerkve Svete krvi je ohranjen še delno razpoznavni vzhodni del. Na območju dominikanskega samostana je bil zid enak današnjemu vrtnemu zidu. Od severnega vogala samostanskega vrta je obzidje vodilo proti jugozahodu čez Novotrško cesto (Neumarkter Straße) po pobočju navzgor do utrdbe Lavantskega gradu. Iz severnega vogala samostanskega vrta so sredi 13. stoletja zgradili obzidje vzdolž Mühlbacha v smeri proti Geiersbergu.

## Drugo krožno obzidje
Drugi krožni zid s trapezoidnim tlorisom je dolg okoli 820 metrov in sega na obeh koncih do gorskih pobočij Virgilijske gore in gradu Petersberga ter vključuje tamkajšnje utrdbe.
Mestno utrdbo sestavlja dejansko deset do enajst metrov visoko obzidje in približno devet metrov oddaljeno nižje obzidje pred njim. Sledi približno 15 metrov širok in skoraj deset metrov globok mestni vodni jarek, ki je vkopan v pobočje na Petersbergu. Jarek se napaja iz različnih virov podzemne vode in se izteka v mestni kanalizacijski sistem; danes je odtok na južnem koncu jarka. Spodnji deli obzidja so iz poznega 13. stoletja, mlajši odseki iz prve četrtine 14. stoletja, večji del Zwingerjevega obzidja in nazobčanih zidni kron pa iz 15. stoletja. Poleg severnih Novotrških mestnih vrat, vzhodnih Jelšinskih vrat in južnih Šentviških vrat je imela utrdba še Poganska vrata na pobočju zahodno od Virgilijske gore in Vrečastih vrat med Rotturmom in Petersbergom, ki obstaja še danes.

## Kompleks rdečega stolpa
Kompleks rdečega stolpa je bil zgrajen v začetku 14. stoletja nad cerkvijo Svete krvi na mestu, kjer je mesto osvojil kralj Otokar. Kompleks so prvotno sestavljali štirje obrambni stolpi, od katerih so trije še ohranjeni.

## Akcija "Rešimo mestni jarek"
Mestno obzidje Brež iz  13. stoletja z vodnim jarkom je po ohranjenosti edinstveno v srednji Evropi. Mestni jarek je preživel vse poskuse, da bi ga zasuli in uporabili za druge namene. Predstavniki skupnosti se že leta borijo proti propadanju in za nadaljnji obstoj utrdb.
Z ugrezanjem podtalnice in zaradi mestne kanalizacije se je znižala tudi višina gladine vode v mestnem jarku. Zaradi pomanjkanja tlaka in prej neobstoječega nastajanja ledu pozimi je v osemdesetih letih prejšnjega stoletja prišlo do prvih resnejših poškodb stene in zrušitve celih delov stene. Da bi rešili mestni jarek, je bilo leta 1985 ustanovljeno društvo Mestni jarek. Finančna sredstva za ohranitev so zbirali z različnimi dogodki in akcijo »Rešimo mestni Graben«  .

## Spletne povezave
- Rešite mestni jarek: Podprite združenje za reševanje mestnega jarka v Brežah